# Glacier Crean
Pour les articles homonymes, voir Crean.
Le glacier Crean est un glacier situé en Géorgie du Sud. Long de 6,4 kilomètres et coulant au nord-ouest des pics Wilckens (en) vers la côte nord de l'île, il est étudié par le South Georgia Survey (en) entre 1951 et 1957.
Il est nommé par l'UK Antarctic Place-Names Committee d'après l'explorateur irlandais Thomas « Tom » Crean. Ce dernier a participé à l'expédition Endurance d'Ernest Shackleton en 1914-1916. Crean a notamment accompagné Shackleton et Frank Worsley dans le James Caird de l'île de l'Éléphant à la baie du roi Haakon en Géorgie du Sud, et a fait la première traversée terrestre connue de l'île jusqu'à Stromness. Le glacier Crean se trouve sur la route empruntée.